# Almeidea lilacina
Almeidea lilacina är en vinruteväxtart som beskrevs av St.-hil.. Almeidea lilacina ingår i släktet Almeidea och familjen vinruteväxter. Inga underarter finns listade i Catalogue of Life.